# ديوان المحاسبة القطري
ديوان المحاسبة القطري، هو جهة حكومية مستقلة تراقب الأموال المصرفة من قبل الوزارات والمؤسسات والإدارات العامة في دولة قطر. تم تأسيسه عام 1973م بومجب القرار رقم 5 لنفس العام بهدف حماية الأموال، والتحقق من سلامة وشرعية استخدامها وإدارتها. ديوان المحاسبة مسؤولة أمام الأمير مباشرة تحت رئاسة عبد العزيز بن محمد العمادي منذ 2021.

## لمحة تاريخية
أسس ديوان المحاسبة القطري بموجب القرار رقم (5) لعام 1973م كهيئة تدقيق مستقلة ذات كيان قانوني يتبع الأمير مباشرة. القرار رقم (4) لسنة 1995 منح ديوان المحاسبة الاستقلال الإداري والمالي عن جميع الهيئات. اعتبر هذا القانون مهما في تاريخ الديوان منذ إنشائه والذي ساهم في تطوير عمله وتعزيز مكانته. تم تدعيم هذا القانون مع حلول عام 2003 عندما صدر الأمر بتعديل أحكام ما قبل المراجعة.
صدر القانون رقم (11) لعام 2016 فيما يتعلق بديوان المحاسبة القطري والذي ساهم في تعزيز آليات الرقابة على الأموال العامة ومنح الديوان أعلى مستويات الاستقلالية في ممارسة وظائفه واختصاصاته. بعد صدور هذا القانون قام الديوان بعملية إعادة هيكل شامل ووضع خطة إستراتيجية جديدة وفق أفضل الممارسات حول العالم.

## وظائف
ذكرت المادة الرابعة لقانون ديوان المحاسبة القطري أهداف الديوان. تتضمن هذه الأهداف:
1. المحافظة على الأمال العامة، والتحقق من سلامتها ومشروعية استخدامها، وحسن إدارتها.
2. التحقق من صحة البيانات المالية، ومن التزام الجهات الخاضعة لرقابة الديوان بالقوانين واللوائح والأنظمة، وغيرها من نظم وسياسات الحوكمة وتضارب المصالح المعمول بها.
3. المساهمة في تحسين استخدام موارد الدولة لتحقيق التنمية المستدامة ورفاهية المجتمع، وذلك بمراقبة التزام الجهات الخاضعة لرقابة الديوان بالاستغلال الأمثل للموارد والأصول، وفقاً لمعايير الاقتصاد والكفاءة والفعالية.
4. المساهمة في الارتقاء بمبادئ المحاسبة والشفافية لدى الجهات الخاضعة لرقابة الديوان، وذلك بمراقبة التزام هذه الجهات بتلك المبادئ في إدارة أموالها.

## إدارة
تولى مسؤولية إدارة ديوان المحاسبة القطري منذ إنشائه تسعة مدراء؛
1. الأستاذ سليمان على الدين (1973 - 1975)
2. الأستاذ المرحوم عبد الحكيم أبو شعبان (1975 -1985)
3. الأستاذ عزت محمد الرشيد (1986 -1991)
4. الشيخ فهد بن جاسم بن عبد الله آل ثاني (1991 -1998)
5. الأستاذ عبد الرحمن بن همام العبد الله (1998 - 2001)
6. سعادة الشيخ عبد الله بن سعود بن عبد العزيز آل ثاني (2001 - 2006)
7. سعادة السيد صلاح بن غانم العلي (2006 - 2011)
8. سعادة إبراهيم بن هاشم السادة (2011 - 2015)
9. سعادة الشيخ بندر بن محمد بن سعود آل ثاني (2015 - 2021)
10. سعادة السيد  عبد العزيز محمد أحمد قاسم العمادي (2021 - ما زال)